# Alain Traoré
Alain Traoré (Bobo-Dioulasso, 31 dicembre 1988) è un calciatore burkinabé, attaccante del Arta/Solar7 e della nazionale burkinabé.
È il fratello maggiore di Bertrand Traoré, anch'egli calciatore professionista.

## Carriera

### Nazionale
Nel 2013 viene convocato per la Coppa d'Africa che si tiene in Sudafrica. Nella partita del 25 gennaio giocata contro l'Etiopia, riesce a siglare una doppietta nonostante la sua Nazionale fosse in inferiorità numerica. Arrivano poi in finale perdendo però contro la Nigeria. Un infortunio alla coscia sinistra durante la partita contro lo Zambia lo estromette dal resto della competizione.
Viene convocato per la Coppa d'Africa 2017, dove si rende decisivo realizzando un gran gol su calcio di punizione nella finale valida per il terzo posto, vinta 1-0 a discapito del Ghana.